# Polhøgda

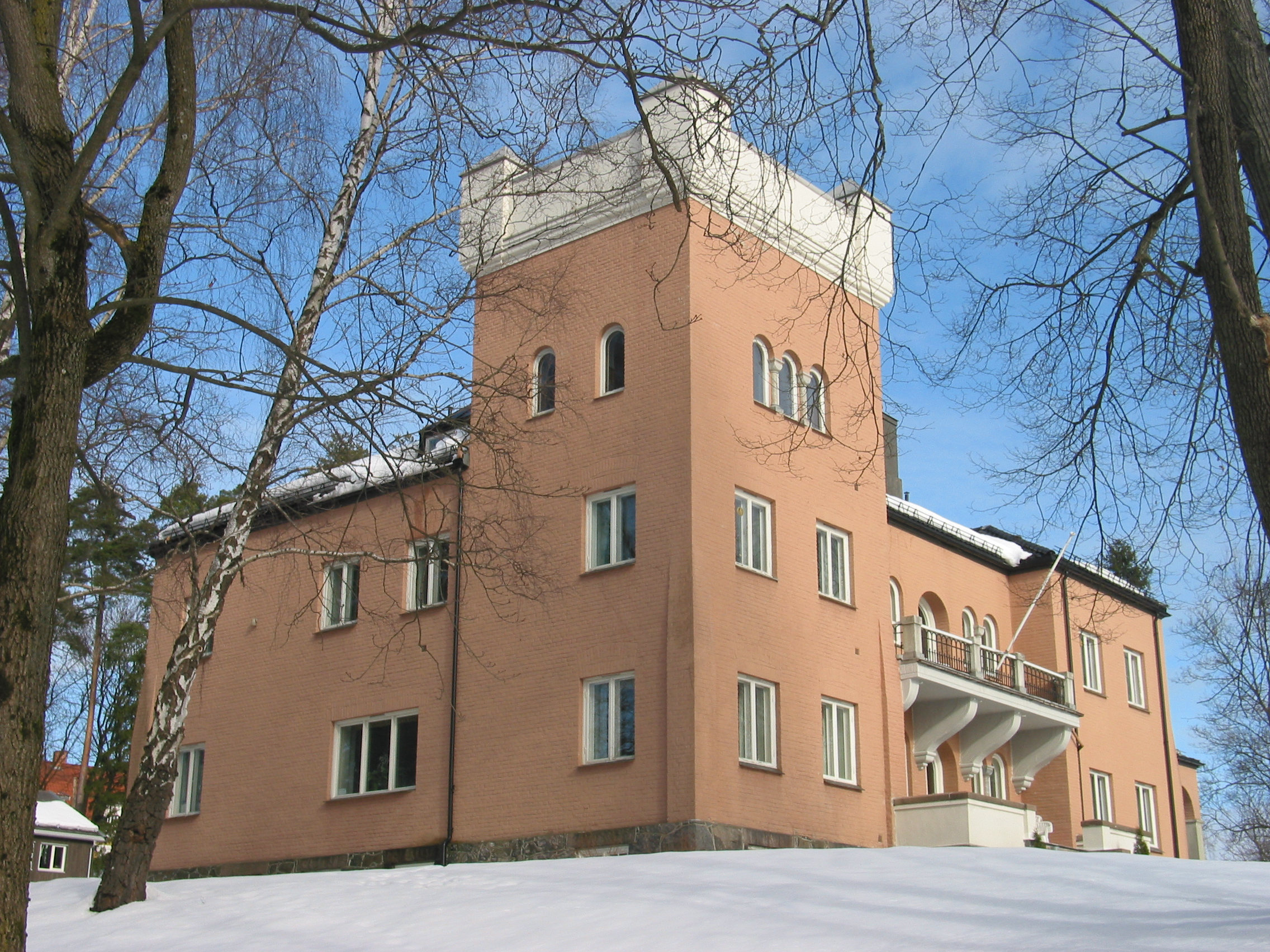
Polhøgda en mars 2019.

Polhøgda est un bâtiment de Lysaker, dans la municipalité de Bærum, dans le comté d'Akershus en Norvège. Construit pour l'explorateur Fridtjof Nansen, il est aujourd'hui le siège de l'Institut Nansen.
La maison a été construite entre 1900 et 1901 dans le style néo-classique par l'architecte Hjalmar Welhaven (en) et Fridtjof Nansen lui-même. Celui-ci y a résidé avec sa femme Eva Nansen à partir de 1901. Leur fils Odd Nansen est né et a grandi dans cette maison.
À la mort de Fridtjof Nansen en 1930, il a été enterré dans la propriété. Celle-ci a été revendue par ses héritiers, puis donnée à l'université d'Oslo, sous condition que le bâtiment soit préservé et ne devienne pas un musée. Elle a ensuite appartenu à l'Académie norvégienne des sciences et des lettres, puis à la Société norvégienne de géographie à partir de 1947.
Actuellement, la propriété héberge l'Institut Nansen.

## Photos de Polhøgda en 1909

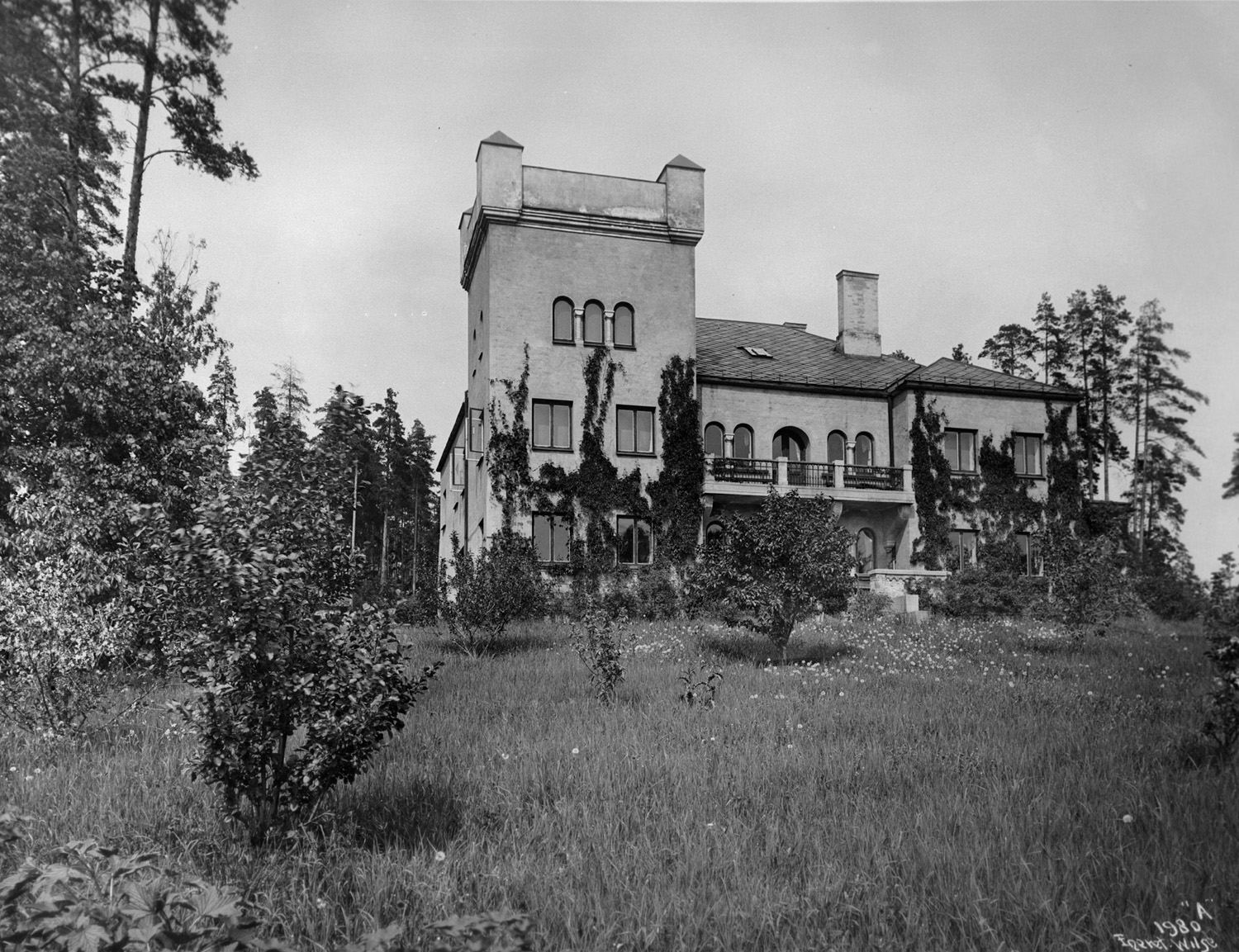
Extérieur.
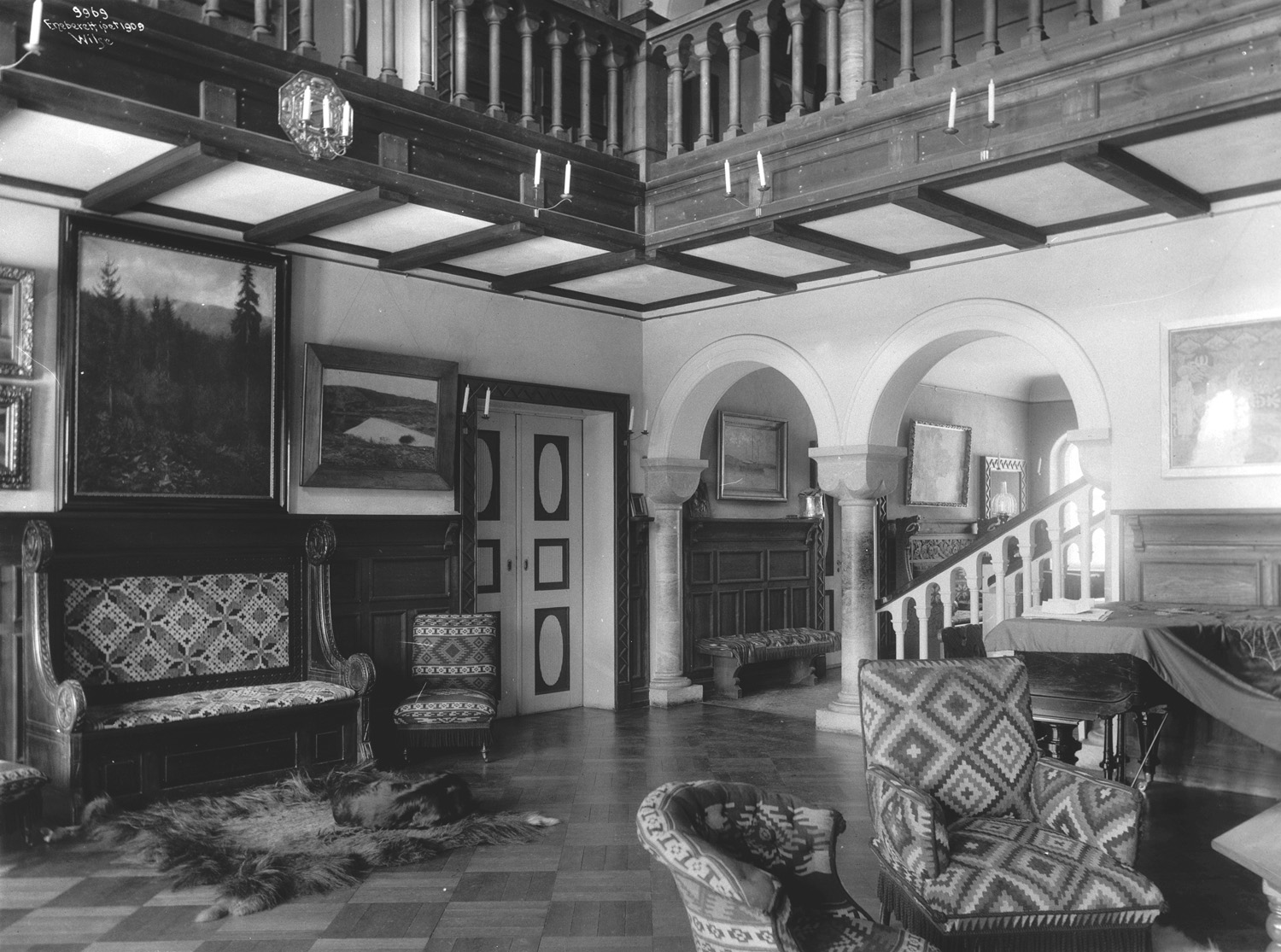
Intérieur.
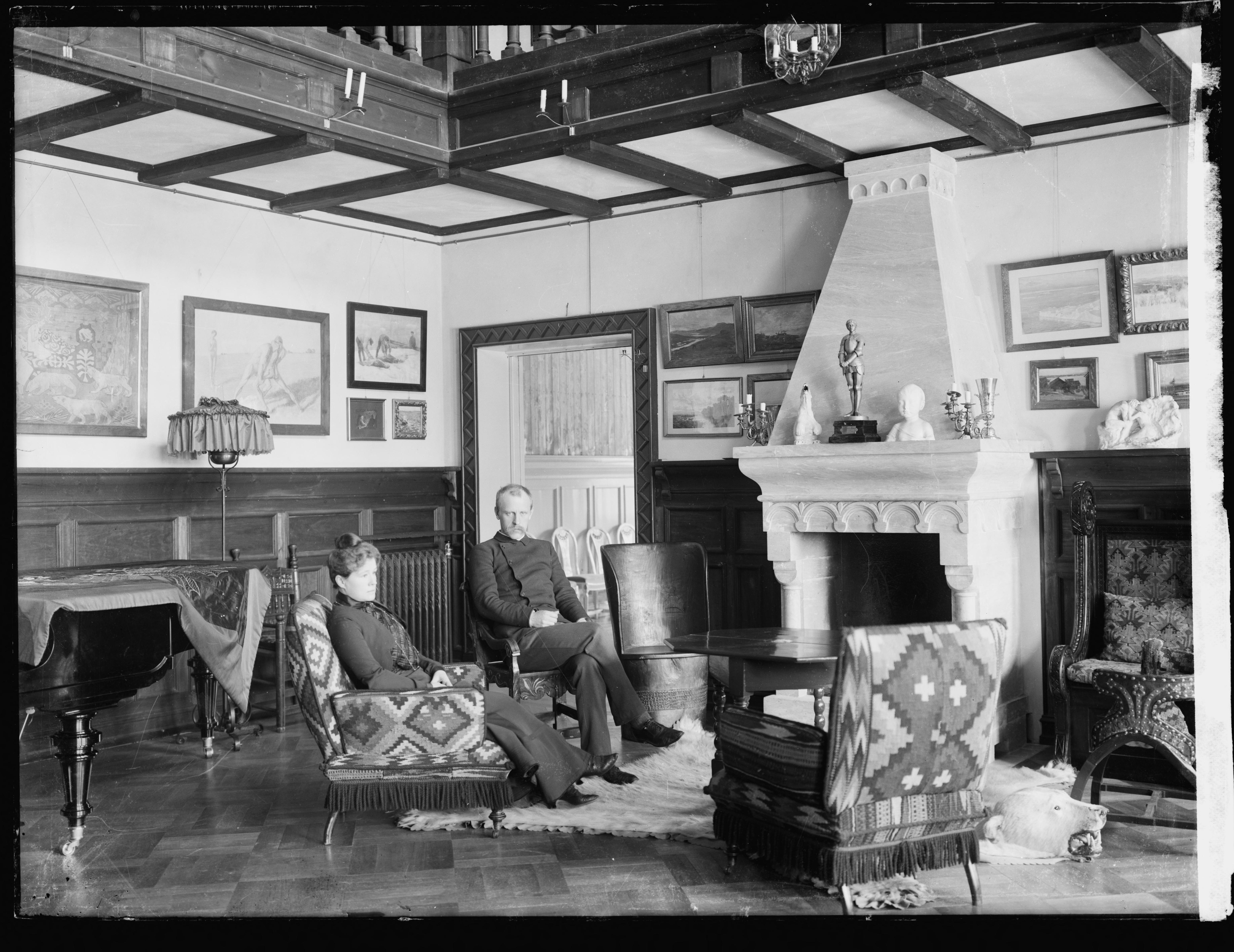
Nansen et sa femme à Polhøgda.